# 榮譽勳章 (香港)
榮譽勳章（英語：Medal of Honour，縮寫MH）是香港授勳及嘉獎制度下排名第10的基本勳銜，自1998年起開始頒授。以表揚在地區或某個範疇長期為社區服務的人士，亦頒授予表現優異的非首長級公務員。

## 授勳名單

### 1998年
- 王國興先生，MH
- 王德渭先生，MH
- 甘炳華先生，MH
- 成元興先生，MH
- 朱松勝先生，MH
- 江焯開先生，MH
- 吳小清女士，MH
- 李文烈神父，MH（Father Peter John NEWBERY, M.H.）
- 何安妮女士，MH，JP
- 李志峰先生，MH
- 李志麒先生，MH
- 吳萬強先生，MH
- 李德莉女士，MH
- 李耀斌先生，MH
- 周玉堂先生，MH
- 邱帶娣女士，MH
- 周嘉強先生，MH
- 周潔冰女士，MH
- 姚述法先生，MH
- 胡詠紀先生，MH[註 1]
- 莊金寧先生，MH
- 章活麟先生，MH
- 麥順邦先生，MH
- 陳湖清先生，MH
- 梁富華先生，MH
- 陳錫沾先生，MH
- 陳顯光先生，MH
- 黃水先生，MH
- 黃日沛先生，MH
- 傅合先生，MH
- 黃金寶先生，MH
- 勞國雄先生，MH
- 溫學濂先生，MH
- 熊永達先生，MH
- 潘任惠珍女士，MH
- 黎樹濠先生，MH
- 謝伯開先生，MH
- 關濟同先生，MH

### 1999年
- 文炳南先生，MH
- 方來先生，MH
- 王坤先生，MH
- 丘日謙先生，MH
- 伍德良先生，MH
- 成漢強先生，MH
- 何小湛先生，MH
- 何伯陶先生，MH
- 何景安先生，MH
- 何載昭先生，MH
- 何嘉璇女士，MH
- 余壽寧先生，MH
- 李文強先生，MH
- 李廣林先生，MH
- 李錦華先生，MH
- 林志桀醫生，MH
- 林健國先生，MH
- 林德安先生，MH
- 邱可珍女士，MH，JP
- 范鏡波先生，MH
- 孫啟昌先生，MH
- 袁士傑先生，MH
- 張榮輝先生，MH
- 張慧冲先生，MH
- 許長國先生，MH
- 陳少女士，MH
- 陳有裕先生，MH
- 陳志誠先生，MH
- 陳育文先生，MH
- 陳特楚先生，MH
- 陳國安先生，MH
- 陳嘉上先生，MH
- 陳榮光先生，MH
- 麥漢楷先生，MH
- 勞鍱珍女士，MH
- 曾紅衣女士，MH
- 曾連先生，MH
- 湯寶珍女士，MH
- 黃志坤先生，MH
- 趙鳳琴教授，MH
- 劉陳淑華女士，MH
- 劉業強先生，MH
- 潘杜泉先生，MH
- 蔣月蘭女士，MH
- 蔡德河先生，MH
- 鄧根年先生，MH
- 黎達生先生，MH
- 盧文烟先生，MH
- 謝傑圖先生，MH
- 鍾偉平先生，MH
- 鍾樹根先生，MH
- 簡浩秋先生，MH
- 鄺國威先生，MH
- 羅歐鋒先生，MH
- 蘇西智先生，MH
- 艾培理先生，MH（Mr. Rene APPEL）
- Mr. Jack Gordon Leslie SMITH，MH

### 2000年
- 古嫣琪女士，MH，JP
- 丁錦棠先生，MH
- 方培湘先生，MH
- 石嘉利先生，MH（Mr. Abdul Khalid RAZACK, M.H.）
- 伍瑞球先生，MH
- 朱國威先生，MH
- 朱漢華先生，MH
- 何偉石先生，MH
- 何漢權先生，MH
- 余慶釗先生，MH
- 吳偉達醫生，MH
- 吳錦津先生，MH
- 李兆華醫生，MH
- 李建輝先生，MH
- 李鎮洲先生，MH
- 李鏡熙先生，MH
- 阮秋先生，MH
- 周演森先生，MH
- 周轉香女士，MH
- 邱全先生，MH
- 姚沃玲先生，MH
- 胡國祥先生，MH
- 徐中吉先生，MH
- 馬月霞女士，MH
- 高錦祥先生，MH
- 張健輝先生，MH
- 張維醫生，MH
- 曹啟樂先生，MH
- 梁中昀先生，MH
- 梁志堅先生，MH
- 梁沛錦博士，MH
- 梁松波先生，MH
- 梁英標先生，MH
- 梁熾輝先生，MH
- 許宗盛先生，MH
- 陳仲傑先生，MH
- 陳秋帆先生，MH
- 陳浩才先生，MH
- 麥珍妮女士，MH（Mrs. Jennifer Susan McGLYNN, M.H.）
- 麥蓮德女士，MH（Ms. Nanette McCLINTOCK, M.H.）
- 傅家俊先生，MH
- 馮彩玉女士，MH
- 馮都新先生，MH
- 黃文傑先生，MH
- 黃守正先生，MH
- 黃棟銓先生，MH
- 黃耀明女士，MH
- 黃鑑權先生，MH
- 楊佐鏗先生，MH
- 詹勳憲先生，MH
- 雷中元先生，MH
- 廖仲模先生，MH
- 潘發林先生，MH
- 蔣德祥先生，MH
- 蔡百泰先生，MH
- 鄭克和先生，MH
- 鄧國容先生，MH
- 鄧棟朝先生，MH
- 鄧楊詠曼女士，MH
- 黎叔明先生，MH
- 黎海寧女士，MH
- 盧錦華先生，MH
- 薛家燕女士，MH
- 簡志豪先生，MH
- 羅榮焜先生，MH
- 譚偉釗先生，MH

### 2001年
- 譚國僑先生，MH，JP
- 邱浩波先生，MH，JP
- 陳小玲女士，MH，JP
- 楊毓照先生，MH，JP
- 方若愚先生，MH
- 王忠秣先生，MH
- 王振聲先生，MH
- 古穎慈女士，MH
- 石少峯先生，MH
- 何女士，MH
- 余枝勝醫生，MH
- 余偉燊先生，MH
- 余慕雲先生，MH
- 吳月華女士，MH
- 宋智培先生，MH
- 李冠雄先生，MH
- 李炳森先生，MH
- 李鄭潔開女士，MH
- 林松錫先生，MH
- 林興仁先生，MH
- 胡樹榮先生，MH
- 若井節子女士，MH（Ms. Suzie Setsuko WAKAI, M.H.）
- 容永祺先生，MH
- 容潔萍女士，MH
- 徐慧旋女士，MH
- 高威林先生，MH
- 張伙泰先生，MH
- 張德厚先生，MH
- 梁步青先生，MH
- 梁芙詠女士，MH
- 梁健文先生，MH
- 許嘉灝先生，MH
- 陳祖澤先生，MH
- 陳國治先生，MH
- 陳國超先生，MH
- 麥夢輝先生，MH
- 曾安琪女士，MH
- 曾彬先生，MH
- 馮兆銘先生，MH
- 馮英騏先生，MH
- 黃伯仁先生，MH
- 黃寶財教授，MH
- 楊位款先生，MH
- 楊東勝先生，MH
- 翟仕堯先生，MH
- 劉以鬯先生，MH
- 劉筱玲女士，MH
- 劉慕基先生，MH
- 歐陽婉嫻女士，MH
- 歐陽崇勳先生，MH
- 潘兆平先生，MH
- 蔡黎悅心女士，MH
- 盧偉成先生，MH
- 盧偉國博士，MH
- 龍子明先生，MH
- 戴耀廷先生，MH[註 2]
- 戴耀華先生，MH
- 譚卓權先生，MH
- 譚明德先生，MH
- 關國樂先生，MH

### 2002年
- 蔡偉石先生，MH，JP
- 周賢明先生，MH
- 黃金池先生，MH
- 王志強先生，MH
- 江子榮先生，MH
- 李桂珍女士，MH
- 李德康先生，MH
- 凌劉月芬女士，MH
- 高寶齡女士，MH
- 陳金霖先生，MH
- 黃戊娣女士，MH
- 葉順興女士，MH
- 鄭琴淵女士，MH
- 羅友聖先生，MH（Mr. Giuseppe SALAROLI, M.H.）
- 王國平先生，MH
- 王錦輝先生，MH
- 任太平先生，MH
- 何兆麟先生，MH
- 何懿德先生，MH
- 余啟繁先生，MH
- 余潤興先生，MH
- 吳素玲女士，MH
- 岑永生先生，MH
- 李明海先生，MH
- 李覺銘先生，MH
- 李歡先生，MH
- 沈本瑛先生，MH
- 林光如先生，MH
- 林浣心女士，MH
- 金郭莉莉女士，MH
- 侯傑泰教授，MH
- 胡兆康先生，MH
- 倫烱光先生，MH
- 夏國璋先生，MH
- 區潔名先生，MH
- 張永明博士，MH
- 張兆成先生，MH
- 張秉權博士，MH
- 梁掌瑋女士，MH
- 許東亮先生，MH
- 陳幼堅先生，MH
- 陳金烈先生，MH
- 陳容根先生，MH
- 陳黃麗娟博士，MH
- 陳福榮先生，MH
- 陳錦鴻先生，MH
- 麥文浩先生，MH（Mr. Manohar Narindas MELWANI, M.H.）
- 曾元鴻先生，MH
- 湯偉奇先生，MH
- 程文梯先生，MH
- 程興達先生，MH
- 黃少文先生，MH
- 黃仕強先生，MH
- 黃秀容女士，MH
- 黃偉宏先生，MH
- 楊貫一先生，MH
- 葉方強先生，MH
- 葉永成先生，MH
- 葉譚瑪莉女士，MH
- 劉錦綾女士，MH
- 蔡東明先生，MH
- 蔡衍濤先生，MH
- 鄭蘇薇女士，MH
- 盧燕英女士，MH[註 3]
- 戴友廉先生，MH
- 簡麗冰博士，MH
- 羅建平先生，MH
- 蘇趙麗貞女士，MH
- 顧明仁博士，MH

### 2003年
- 陳偉明先生，MH
- 梁志祥先生，MH
- 朱景玄先生，MH，JP
- 郭必錚先生，MH
- 郭振華先生，MH
- 陳雲生先生，MH
- 湛家雄先生，MH
- 潘萱蔚先生，MH
- 蔣世昌先生，MH[註 4]
- 鄧國綱先生，MH
- 羅錦輝先生，MH
- 陳延邦先生，MH
- 伍國泮先生，MH
- 朱福勝先生，MH
- 江泓女士，MH
- 何發怡先生，MH
- 余秀珠女士，MH
- 余國樑先生，MH
- 李志華先生，MH
- 李春妮女士，MH
- 李家仁醫生，MH
- 李榮安教授，MH
- 李應生先生，MH
- 沙意先生，MH（Mr. Saeed UDDIN, M.H.）
- 貝鈞奇先生，MH
- 周鍵圳先生，MH
- 林赤有先生，MH
- 林偉權先生，MH
- 邱子成先生，MH
- 唐一柱先生，MH
- 先生，MH
- 袁國泰先生，MH
- 張念平先生，MH
- 張建良醫生，MH
- 張鎮海先生，MH
- 梁冠平先生，MH
- 梁祺祐先生，MH
- 淘滿慈先生，MH
- 符之福先生，MH
- 許俊炎先生，MH
- 郭崇禧先生，MH
- 陳周碧瑤女士，MH
- 陳偉先生，MH
- 陳潔榮女士，MH
- 陸偉洪博士，MH
- 曾敏之先生，MH
- 曾煒誠先生，MH
- 曾壽英先生，MH
- 湯徫掄先生，MH
- 馮敏威先生，MH
- 馮琳女士，MH
- 馮錦照先生，MH
- 黃均瑜先生，MH
- 黃建源先生，MH
- 黃浩烱先生，MH
- 黃傑雄先生，MH
- 黃照麟先生，MH
- 黃啟泰先生，MH
- 葉惠康博士，MH
- 葉裕彬先生，MH
- 鄒正林先生，MH
- 鄒全禮先生，MH
- 廖以信先生，MH（Mr. James Robertson NEILSON, M.H.）
- 趙詠賢女士，MH
- 蔡楷俊先生，MH
- 蔡鎮華先生，MH
- 鄧國華先生，MH
- 黎志棠先生，MH
- 黎明先生，MH
- 盧烱光先生，MH
- 盧偉強先生，MH
- 鍾建民先生，MH
- 顏同珍先生，MH
- 羅汝根先生，MH
- 龔志強先生，MH

### 2004年
- 林胡秀霞女士，MH，JP
- 文春輝先生，MH
- 吳錦泉先生，MH
- 李國英先生，MH
- 周鎮榮先生，MH
- 陳有海先生，MH
- 陳國添先生，MH
- 黃志明先生，MH
- 葉志堅先生，MH
- 葉興國先生，MH
- 鄧偉明先生，MH
- 黃權威先生，MH
- 蕭成財先生，MH
- 丁良輝先生，MH
- 于善基先生，MH
- 文漢明先生，MH
- 王玉笛女士，MH
- 王昌適先生，MH
- 朱頌明醫生，MH
- 何鳳儀女士，MH
- 何耀明先生，MH
- 余文聰先生，MH
- 余衛祖醫生，MH
- 吳守基先生，MH
- 吳海濱先生，MH
- 李家暉先生，MH
- 李偉熊先生，MH
- 李瑞成先生，MH
- 佘繼標先生，MH
- 屈錦城先生，MH
- 林世榮博士，MH
- 林序閣先生，MH
- 林綿基先生，MH
- 柯成睦先生，MH
- 唐大威先生，MH
- 夏士雄先生，MH
- 徐紅英女士，MH
- 徐美雲女士，MH
- 徐錦輝先生，MH
- 殷巧兒女士，MH
- 翁維雄醫生，MH
- 馬逢強先生，MH
- 馬慶豐先生，MH
- 高耀森醫生，MH
- 張小燕博士，MH
- 張煒林先生，MH
- 張福成先生，MH
- 曹世植醫生，MH
- 梅應源先生，MH
- 脫新範女士，MH
- 陳永錦先生，MH
- 陳起馨先生，MH
- 陳偉仲先生，MH
- 陳偉麟先生，MH
- 陳漢文先生，MH
- 陳潤誠先生，MH
- 陳寶珠女士，MH
- 彭藝珠女士，MH（Ms. Adrielle M. PAÑARES, M.H.）
- 曾其鞏先生，MH
- 曾德誠先生，MH
- 程棣妍女士，MH
- 黃任民先生，MH
- 黃栢齡先生，MH
- 黃權衡先生，MH
- 楊位醒先生，MH
- 葉肖萍女士，MH
- 葉振南先生，MH
- 葉潔馨女士，MH
- 詹耀焯先生，MH
- 雷兆輝醫生，MH
- 劉文文女士，MH
- 劉展灝先生，MH
- 劉德華先生，MH
- 盧天送先生，MH
- 蕭文波工程師，MH
- 羅卡先生，MH

### 2005年
- 張煊昌博士，MH
- 張黃楚沙女士，MH，JP
- 劉智強先生，MH，JP
- 尹才榜先生，MH
- 李漢雄先生，MH
- 英汝興先生，MH
- 江澤濠先生，MH
- 何秀武先生，MH
- 李達仁先生，MH
- 林啟暉先生，MH
- 翁志明先生，MH
- 鄧振強先生，MH
- 蕭楚基先生，MH
- 葉　文先生，MH
- 鄭芷馨女士，MH
- 蘇樺偉先生，MH
- 方　俠先生，MH
- 王日橋醫生，MH
- 王富有先生，MH
- 朱志成先生，MH
- 朱茂琳女士，MH
- 余小蓮女士，MH（Ms. Irene Mary FISHER, M.H.）
- 吳連城先生，MH
- 李鄧綺蓮女士，MH
- 李錦賢先生，MH
- 李　靜先生，MH
- 官錦堃先生，MH
- 祁兆昌先生，MH
- 侯永昌先生，MH
- 柯達權女士，MH
- 韋基華先生，MH
- 孫國林先生，MH
- 袁銘志先生，MH
- 高禮澤先生，MH
- 張中棠先生，MH
- 張建發先生，MH
- 張栢枝先生，MH
- 張耀輝先生，MH
- 梁黃翠眉女士，MH
- 莫兆輝先生，MH
- 陳玉仁先生，MH
- 陳美蘭女士，MH
- 麥潤壽先生，MH
- 黃文傑先生，MH
- 黃建興先生，MH
- 黃帶喜先生，MH
- 溫冠新先生，MH
- 葉振都先生，MH
- 劉錫祺先生，MH
- 蔡六乘先生，MH
- 蔡少明先生，MH
- 蔡香生先生，MH
- 蔡馬愛娟女士，MH
- 鄭超傑先生，MH
- 鄭錦鐘先生，MH
- 戴　剛先生，MH
- 謝禮良先生，MH
- 鄺心怡女士，MH
- 鄺啟濤先生，MH
- 羅乃萱女士，MH
- 羅志雄先生，MH
- 羅鳳琼女士，MH
- 蘇千墅先生，MH
- 顧振華先生，MH
- Mr. Mohamed Alli DIN，MH

### 2006年
- 吳志榮先生，MH，JP
- 阮德添先生，MH，JP
- 歐陽卓倫醫生，MH，JP
- 賴錦璋先生，MH，JP
- 謝永齡博士，MH
- 伍兆祥先生，MH
- 譚惠珍女士，MH
- 文祿星先生，MH
- 方錦鴻先生，MH
- 王就福先生，MH
- 何厚祥先生，MH
- 呂慶忠先生，MH
- 李潔明女士，MH
- 侯金林先生，MH
- 胡志偉先生，MH
- 彭雪輝女士，MH[註 5]
- 葉就生先生，MH
- 盧燕冰女士，MH
- 關妙美女士，MH
- 劉錦華先生，PMSM，MH
- 吳貴雄先生，MH
- 李暉女士，MH
- 沈金康先生，MH
- 周銘先生，MH
- 鍾孟齊先生，MH
- 方劉小梅女士，MH
- 王韓珍蓮女士，MH
- 朱鈞林先生，MH
- 何德心先生，MH
- 吳紀法先生，MH
- 李深和醫生，MH
- 周國正教授，MH
- 林德亮先生，MH
- 胡海生先生，MH
- 孫國華先生，MH
- 馬紹良先生，MH
- 高志森先生，MH
- 張文彪博士，MH
- 張溢良先生，MH
- 梁秉鈞教授，MH[註 6]
- 梁漢威先生，MH
- 莫敬甫先生，MH
- 陳更先生，MH
- 陳茂波先生，MH
- 陳國威先生，MH
- 陳淡旺先生，MH
- 陳焯華先生，MH
- 陳劍聲女士，MH
- 彭李若瑤女士，MH
- 曾潤生先生，MH
- 馮應麟先生，MH
- 楊廉比先生，MH
- 董偉先生，MH
- 劉楚釗醫生，MH
- 儲富有先生，MH
- 龐維新先生，MH
- 羅君美女士，MH
- 羅偉祥先生，MH
- 關則輝先生，MH
- 蘇善祥先生，MH
- Mr. Zoheir TYEBKHAN，MH

### 2007年
- 吳宏斌先生，MH
- 麥鄧碧儀女士，MH，JP
- 余麗芬女士，MH
- 陶錫源先生，MH
- 史立德先生，MH
- 甘乃威先生，MH
- 何大偉先生，MH
- 李月民先生，MH
- 林康華先生，MH
- 凌文海先生，MH
- 曾淵滄博士，MH
- 程張迎先生，MH
- 趙承基先生，MH
- 于立光先生，MH
- 王晨女士，MH
- 王惠棋先生，MH
- 伍澤連先生，MH
- 朱達誠先生，MH
- 何仲平醫生，MH
- 何淑雲女士，MH
- 吳杏冰女士，MH
- 汪長智先生，MH
- 周德煒先生，MH
- 易嘉濂博士，MH
- 林建華博士，MH
- 林業強教授，MH
- 邱殷洪先生，MH
- 冼啟明先生，MH
- 張心瑜女士，MH
- 張敬煒先生，MH
- 陳光輝先生，MH
- 陳敬然先生，MH
- 陳漢樑先生，MH
- 陳潤韜先生，MH
- 陳蔭楠先生，MH
- 陳韜文教授，MH
- 陸超恩先生，MH
- 彭敬慈博士，MH
- 馮堅礎先生，MH
- 黃冠文先生，MH
- 黃雅各先生，MH
- 黃肇寧女士，MH
- 楊建林先生，MH
- 楊幗華女士，MH
- 葉日光先生，MH
- 葛師科先生，MH
- 鄒揚敦先生，MH
- 廖東梅女士，MH
- 潘淑嫻女士，MH
- 鄭文聰先生，MH
- 鄭作民先生，MH
- 鄭輝南先生，MH
- 鄧德濂博士，MH
- 黎黃婉莉女士，MH
- 盧劍洪先生，MH
- 鍾耀祖先生，MH
- 顏振雄先生，MH
- 羅貴冲先生，MH
- 蘇廸基先生，MH（Mr. Philip SODEN, M.H.）
- 蘇耀存先生，MH

### 2008年
- 楊少偉先生，MH，JP
- 陳鏡秋先生，MH
- 黃碧嬌女士，MH
- 溫悅昌先生，MH
- 李志強先生，MH
- 陳靄群女士，MH
- 林建高先生，MH
- 陳錦綸先生，MH
- 陳耀華先生，MH
- 黃開榆先生，MH
- 楊建塘女士，MH
- 蒲鳳屏女士，MH
- 潘健侶先生，MH
- 蘇麗容女士，MH
- 王杜康先生，MH
- 王卓祺教授，MH
- 王嘉恩先生，MH
- 古志強先生，MH
- 任德章先生，MH
- 余程焯先生，MH
- 余榮輝先生，MH
- 吳哲歆先生，MH
- 呂東明先生，MH
- 李七先生，MH
- 李卓藩博士，MH
- 李炳貴先生，MH
- 李樂詩博士，MH
- 李賢義先生，MH
- 周祥發先生，MH
- 林建康先生，MH
- 金培達先生，MH
- 施世築先生，MH
- 胡健勝先生，MH
- 馬潔貞女士，MH
- 高栢堃先生，MH
- 區景麟博士，MH
- 區熾昌先生，MH
- 張越華教授，MH
- 張麗嫦女士，MH
- 梁文傑博士，MH
- 梁淑貞女士，MH[註 7]
- 莊堅烈先生，MH
- 陳少棠先生，MH
- 陳好逑女士，MH
- 陳其鑣教授，MH
- 陳偉能先生，MH
- 陳耀強先生，MH
- 曾志偉先生，MH
- 程興垣先生，MH
- 黃火先生，MH
- 黃光輝先生，MH
- 黃運就先生，MH
- 黃達群先生，MH
- 楊少銓先生，MH
- 楊偉誠先生，MH
- 葉玉如教授，MH
- 葉偉明先生，MH
- 解存金先生，MH
- 廖潔冰女士，MH
- 瑪俐亞女士，MH（Ms. Mariam Maria Cordero BIBI, M.H.）
- 劉美如女士，MH
- 劉梓敬先生，MH
- 歐陽乃沾先生，MH
- 鄧煖勳先生，MH
- 鄧黎婉兒女士，MH
- 黎守信醫生，MH
- 錢曼娟女士，MH
- 薛國良先生，MH
- 謝俊仁醫生，MH
- 鍾炳窩先生，MH
- 譚炳立博士，MH
- 譚詠麟先生，MH
- 關蘊英女士，MH
- Mr. Khan Muhammad MALIK，MH

### 2009年
- 黃美美博士，MH，JP
- 鍾蔭祥先生，MH，JP
- 張永森先生，MH，JP
- 傅浩堅教授，MH，JP
- 何顯明先生，MH
- 林玉珍女士，MH
- 潘小屏女士，MH
- 盧佩珍女士，MH
- 李錦明先生，MH
- 曾向群先生，MH
- 潘進源先生，MH
- 龔栢祥先生，MH
- 余翠怡女士，MH
- 宋偉澄先生，MH
- 林祿榮先生，MH
- 邱錦平先生，MH
- 劉陳玉蓮女士，MH
- 盧家亮先生，MH
- 尤聲普先生，MH
- 王兆生先生，MH
- 王齊樂先生，MH
- 王橋慶先生，MH
- 吳慧儀女士，MH
- 李光雄博士，MH
- 李香江先生，MH
- 李德榮先生，MH
- 李樹洪先生，MH
- 周家寶先生，MH
- 岳思理先生，MH（Mr. Douglas Charles OXLEY, M.H.）
- 林李婉冰女士，MH
- 林沛德女士，MH
- 胡兆英先生，MH
- 茹國烈先生，MH
- 袁啟順先生，MH
- 區月晶女士，MH
- 張興來先生，MH
- 梁理成先生，MH
- 莫世民先生，MH
- 許華傑先生，MH
- 郭錦華先生，MH
- 陳協平先生，MH
- 陳錦梅女士，MH
- 黃天喜先生，MH
- 黃詩麗女士，MH
- 葉振國先生，MH
- 鄒銓恩先生，MH
- 趙華娟女士，MH
- 劉祉鋒先生，MH
- 潘文光先生，MH
- 潘廣釗先生，MH
- 蔡關穎琴女士，MH
- 黎勤先生，MH
- 黎維鑫先生，MH
- 蕭國健博士，MH
- 賴文彬先生，MH
- 錢棣華先生，MH
- 藍國慶先生，MH
- 羅嘉穗女士，MH
- 蘇超邦先生，MH

### 2010年
- 張偉球先生，MH，JP
- 莫鳳儀女士，MH，JP
- 李蓮女士，MH
- 周錦祥先生，MH
- 梁皓鈞先生，MH
- 陳志超先生，MH
- 陳國華先生，MH
- 黃建彬先生，MH
- 楊倩紅女士，MH
- 林亨利先生，MH
- 梁偉文先生，MH
- 陳少棠先生，MH
- 陳華裕先生，MH
- 曾憲強先生，MH
- 潘兆文先生，MH
- 駱水生先生，MH
- 文仁先生，MH
- 陳蕊莊女士，MH
- 曾恩發先生，MH
- 廖子強先生，MH
- 劉焯榮先生，MH
- 蔡玉坤先生，MH
- 羅世光先生，MH
- 蘇祉祺博士，MH
- 文區熙倫女士，MH
- 王仕中博士，MH
- 司徒國賢先生，MH
- 何李美笑女士，MH
- 余潔儂女士，MH
- 吳少強先生，MH
- 李煌添先生，MH
- 林雪梅女士，MH
- 林錫光先生，MH
- 邱瑞芬女士，MH
- 施教明先生，MH
- 容潔芝女士，MH
- 區永海先生，MH
- 區耀明先生，MH
- 張學修先生，MH
- 梁偉浩先生，MH
- 陸海女士，MH
- 麥家碧女士，MH
- 黃兆明先生，MH
- 黃周娟娟女士，MH
- 黃長猷先生，MH
- 黃基先生，MH
- 黃紹忠先生，MH
- 黃慧蘭女士，MH
- 楊志偉先生，MH
- 董志發先生，MH
- 趙德鴻先生，MH
- 劉信通醫生，MH
- 歐靜美女士，MH
- 蔡金華先生，MH
- 鄭國杰博士，MH
- 鄭淇德醫生，MH
- 鄧宛霞女士，MH
- 鄧貴泰先生，MH
- 鄧鉅明先生，MH
- 鄧福康先生，MH
- 羅乃新女士，MH
- 關仲賢先生，MH
- Mr. Buddhi Bahadur THAPA，MH

### 2011年
- 梁祖彬教授，MH，JP
- 蘇麗珍女士，MH
- 文志華先生，MH
- 李洪森先生，MH
- 周耀明先生，MH
- 柯創盛先生，MH
- 陳權軍先生，MH
- 馮翠屏女士，MH
- 方玉輝醫生，MH
- 王銳德先生，MH
- 莫仲輝先生，MH
- 黃宏泰先生，MH
- 黃志毅先生，MH
- 黃萬成先生，MH
- 黃錦超博士，MH
- 顏尊廉先生，MH
- 羅競成先生，MH
- 王史提芬先生，MH
- 何炳釗先生，MH
- 張民炳先生，MH
- 郭永強先生，MH
- 文保蓮女士，MH
- 文麗賢女士，MH
- 王茂林先生，MH
- 王浩權先生，MH
- 王聯章先生，MH
- 何周禮先生，MH
- 何振堃先生，MH
- 余詩思醫生，MH
- 吳永恩先生，MH
- 吳安儀女士，MH
- 吳倫海先生，MH
- 吳惠權先生，MH
- 呂漢光先生，MH
- 李自立先生，MH
- 李宏之先生，MH
- 李金鐘先生，MH
- 李德剛先生，MH
- 李慧詩女士，MH
- 杜琪峯先生，MH
- 周凡夫先生，MH
- 林黃碧霞女士，MH
- 耿曉靈女士，MH
- 馬超武先生，MH
- 馬達麟先生，MH
- 張碧芳女士，MH
- 梁立勳先生，MH
- 梁啟力先生，MH
- 梁廣熔先生，MH
- 莫華倫先生，MH
- 莫儉榮先生，MH
- 莊舜而女士，MH
- 郭志樑先生，MH
- 陳振興先生，MH
- 麥小嫺女士，MH
- 黃帆風先生，MH
- 黃煥忠教授，MH
- 黃錦輝教授，MH
- 黃鵬緒先生，MH
- 溫楊金嬋女士，MH
- 葉少康先生，MH
- 葉蘊妍女士，MH
- 齊光華先生，MH
- 劉文廣先生，MH
- 劉與量先生，MH
- 劉耀強先生，MH
- 蔡杏時女士，MH
- 鄭耀棠先生，MH
- 黎國仁先生，MH
- 羅犖銘先生，MH
- 蘇文欣女士，MH

### 2012年
- 鄺國鑑先生，MH，JP
- 陳富明先生，MH
- 林發耿先生，MH
- 林翠玲女士，MH
- 陳笑權先生，MH
- 黃耀聰先生，MH
- 陳曼琪女士，MH
- 劉偉章先生，MH
- 鄭楚光先生，MH
- 李乃堯工程師，MH
- 李誠權先生，MH
- 袁靖波先生，MH
- 張德忠先生，MH
- 陳鄭美珠女士，MH
- 馮文傑先生，MH
- 鄭家豪先生，MH
- 譚奇珠先生，MH
- 蘇仲平先生，MH
- 丁鐵翔先生，MH
- 尹飛燕女士，MH
- 文路祝先生，MH（Mr. Manohar Thakurdas CHUGH, M.H.）
- 王殷厚教授，MH
- 伍志強先生，MH
- 朱兆棠先生，MH
- 江胡葆琳女士，MH
- 何開鳳先生，MH
- 吳振揚博士，MH
- 李文斌先生，MH
- 李民正先生，MH
- 李永年博士，MH
- 李榮輝先生，MH
- 李遠大先生，MH
- 李輝平先生，MH
- 李寶珊女士，MH
- 汪永游先生，MH
- 周敏姬女士，MH
- 周鶴綿先生，MH
- 林俊英先生，MH
- 林傑先生，MH
- 邱季端先生，MH
- 胡潔賢女士，MH
- 范偉光先生，MH
- 張瑞境先生，MH
- 梁孔德女士，MH
- 梁昇先生，MH
- 梁麟先生，MH
- 郭景安先生，MH
- 陸勤教授，MH
- 彭天明先生，MH
- 湯修齊先生，MH
- 黃奕鑑先生，MH
- 黃玲玲女士，MH
- 楊家明博士，MH
- 楊奮彬先生，MH
- 廖為國先生，MH
- 趙其琨教授，MH
- 鄭臻女士，MH
- 鄧開榮先生，MH
- 鄧錦雄博士，MH
- 謝玉蘭女士，MH
- 魏明先生，MH
- 羅行堂先生，MH[註 8]
- 羅清源博士，MH
- Mr. Colin Bernard COHEN，MH

### 2013年
- 黃達東先生，MH
- 何漢文先生，MH
- 麥富寧先生，MH
- 黃澤標先生，MH
- 蘇愛群女士，MH
- 伍婉婷女士，MH
- 林翠蓮女士，MH
- 郭強先生，MH
- 陳偉明先生，MH
- 陳崇業先生，MH
- 彭振聲工程師，MH
- 楊子熙先生，MH
- 鄧廣成先生，MH
- 王林小玲女士，MH
- 袁貴才先生，MH
- 梁兆棠先生，MH
- 郭志雄先生，MH
- 鄭承隆先生，MH
- 譚瑞初先生，MH
- 譚寶華先生，MH
- 關錦輝先生，MH
- 王春輝先生，MH
- 王耀祥先生，MH
- 江炎輝醫生，MH
- 吳換炎先生，MH
- 李國謙先生，MH
- 李景熹先生，MH
- 周聯僑先生，MH
- 林平春先生，MH
- 林守清女士，MH
- 林雪英女士，MH
- 林資健先生，MH
- 林碧珠女士，MH
- 俞煥彬女士，MH
- 韋力生先生，MH（Mr. Robert L. WILSON, M.H.）
- 奚炳松先生，MH
- 張少強先生，MH
- 張偉犖教授，MH
- 梁兆昌先生，MH
- 梁昌明先生，MH
- 梁彩霞女士，MH
- 莊明蓮博士，MH
- 陳山河先生，MH
- 陳幼南博士，MH
- 陳鈞潤教授，MH
- 陳聖光先生，MH
- 陳慶輝先生，MH
- 陳錦元先生，MH
- 麥查理牧師，MH（The Reverend Charles McKNELLY, M.H.）
- 曾麗芬女士，MH
- 黃子惠教授，MH
- 黃光苗先生，MH
- 黃偉雄先生，MH
- 楊集文先生，MH
- 鄒燦林先生，MH
- 廖亞全先生，MH
- 趙不求先生，MH
- 趙麗娟女士，MH
- 劉兆銘先生，MH
- 劉興華先生，MH
- 潘德明先生，MH
- 蔡鑑誠先生，MH
- 鄧飛先生，MH
- 鄧燾先生，MH
- 鄭木林先生，MH
- 黎培榮先生，MH
- 黎鳳儀女士，MH
- 黎鏡堯醫生，MH
- 盧德光先生，MH
- 鍾偉平先生，MH
- 韓志勳先生，MH
- 譚德燊先生，MH
- 蘇偉生先生，MH

### 2014年
- 陳學鋒先生，MH
- 文裕明先生，MH
- 區能發先生，MH
- 陳文華先生，MH
- 馮美雲女士，MH
- 陳財喜先生，MH
- 温和輝先生，MH
- 劉國勳先生，MH
- 歐立成先生，MH
- 黎榮浩先生，MH
- 古龍沙美娜醫生，MH（Dr. Sharmila GURUNG, M.H.）
- 李德權先生，MH
- 阮黎麗冰女士，MH
- 周超新先生，MH
- 林長志先生，MH
- 林潔聲先生，MH
- 曾錦明先生，MH
- 廖啟明醫生，MH
- 方壯遂先生，MH
- 朱潤祥先生，MH
- 何皓良先生，MH
- 余展淳先生，MH
- 李永新先生，MH
- 李騰駿先生，MH
- 阮廷翰先生，MH
- 林淑芬女士，MH
- 林淑儀女士，MH
- 林楓林先生，MH
- 姚茂龍先生，MH
- 胡松基先生，MH
- 范勢楚先生，MH
- 徐啟泰先生，MH
- 馬兆榮醫生，MH
- 崔志仁先生，MH
- 張永康先生，MH
- 張勇邦先生，MH
- 張詩培女士，MH
- 張潤衡先生，MH
- 梁巨廷先生，MH
- 郭振邦博士，MH
- 郭嘉特教授，MH
- 陳孝慈先生，MH
- 陳健彬先生，MH
- 陳統金先生，MH
- 陳榮開先生，MH
- 陳幟憲先生，MH
- 陳德祥工程師，MH
- 陳鄭玉而女士，MH
- 陳顏文玲女士，MH
- 彭港祥先生，MH
- 曾耀祥先生，MH
- 黃立璇先生，MH
- 黃仲翹博士，MH
- 黃錦財先生，MH
- 黃錫楠教授，MH
- 黃懿倫教授，MH
- 楊志雄先生，MH
- 葉天祐先生，MH
- 葉豪盛教授，MH
- 趙中振教授，MH
- 趙惠慈先生，MH
- 劉元生先生，MH
- 劉錦勝博士，MH
- 樓家強先生，MH
- 鄭振華牧師，MH
- 鄭偉祥女士，MH
- 黎凱慈女士，MH
- 盧寶堅先生，MH
- 鍾世文教授，MH（Professor John Wingate SIMON, M.H.）
- 鍾偉強先生，MH
- 鍾國星先生，MH
- 鄺祖盛先生，MH
- 顏哲思教授，MH（Professor Stephen ANDREWS, M.H.）
- 羅少雄先生，MH
- 關百忠先生，MH
- 關雁卿博士，MH

### 2015年
- 薩智生先生，MH
- 梁德華先生，MH
- 李汝大博士，MH
- 余漢坤先生，MH，JP
- 黎雅明先生，MH，JP（Mr. Amirali Bakirali NASIR, J.P.）
- 顏吳餘英女士，MH，JP
- 張仁康工程師，MH
- 陳連偉先生，MH
- 何國華先生，MH
- 林峰先生，MH
- 莊健成先生，MH
- 陳偉坤先生，MH
- 麥謝巧玲女士，MH
- 潘志成先生，MH
- 潘國山先生，MH
- 譚見強先生，MH
- 文子安牧師，MH
- 周錦威博士，MH
- 梁照誠先生，MH
- 陳炎培先生，MH
- 陳晞文女士，MH
- 麥志仁先生，MH
- 麥顯坤先生，MH
- 彭華根先生，MH
- 黃若嫻修女，MH
- 潘慶輝先生，MH
- 蔡嘉銓先生，MH
- 鄭結文先生，MH
- 丁志輝先生，MH
- 王明凡先生，MH
- 石偉雄先生，MH
- 伍偉雄先生，MH
- 伍新華先生，MH
- 朱仲華先生，MH
- 何淑嫻教授，MH
- 何紹章先生，MH
- 何榮添博士，MH
- 吳明珍女士，MH
- 吳偉權先生，MH
- 李玉清女士，MH
- 李偉德先生，MH
- 李德光先生，MH
- 林勁先生，MH
- 林靜雯教授，MH
- 容海先生，MH
- 張俊勇先生，MH
- 張美娟女士，MH
- 張國池先生，MH
- 許智文教授，MH
- 陳兆麟先生，MH
- 陳國威先生，MH
- 陳瑞端教授，MH
- 單錦城博士，MH
- 曾裕博士，MH
- 馮丹媚女士，MH
- 黃一峰先生，MH
- 黃家寧先生，MH
- 黃栢鳴先生，MH
- 萬瑞庭先生，MH（Mr. Rolf Peter van ZUIDEN）
- 董秀英醫生，MH
- 趙耀年先生，MH
- 劉庭亮先生，MH
- 蔡香君女士，MH
- 鄧勵先生，MH（Mr. Michael TANNER）
- 鄭長庚先生，MH
- 鄭建韓先生，MH
- 鄭國輝先生，MH
- 黎留芬女士，MH
- 蕭立基先生，MH
- 駱坤海先生，MH
- 韓世灝博士，MH
- 羅永順先生，MH
- 譚何錦文女士，MH
- 譚麗轉女士，MH

### 2016年
- 李許美嫦女士，MH，JP
- 黃舒明女士，MH
- 古揚邦先生，MH
- 李均頤女士，MH
- 徐帆先生，MH
- 陳灶良先生，MH
- 龍瑞卿女士，MH
- 李志恒先生，MH
- 張富先生，MH
- 張錫容女士，MH
- 莊永燦先生，MH
- 莫健榮先生，MH
- 黃宏滔先生，MH
- 黃嘉榮先生，MH
- 趙秀嫻女士，MH
- 鄧瑞華先生，MH
- 鄭泳舜先生，MH
- 譚領律先生，MH
- 陳仲海先生，MH
- 陳杏女士，MH
- 楊學明牧師，MH
- 方競生先生，MH
- 王舜義先生，MH
- 司徒旭先生，MH
- 何小芳女士，MH
- 李垂誼先生，MH
- 李徐艾儀女士，MH
- 李浩然博士，MH
- 李德文醫生，MH
- 李耀輝先生，MH
- 沈安儀女士，MH
- 周厚立先生，MH
- 林楚昭先生，MH
- 林煒珊女士，MH
- 林麗芳女士，MH
- 林寶全先生，MH
- 南鳳女士，MH
- 姚澤林先生，MH
- 洪文正先生，MH
- 夏中建先生，MH
- 馬僑生先生，MH
- 張錦如先生，MH
- 梁元生教授，MH
- 梁建文先生，MH
- 梁紹安先生，MH
- 莊文強先生，MH
- 莊任明先生，MH
- 郭海生先生，MH
- 陳宇光先生，MH
- 陳建業先生，MH
- 陳偉道先生，MH
- 陳偉豪先生，MH
- 陳曉峰先生，MH
- 陶淑妍女士，MH
- 馮玖女士，MH
- 黃傑先生，MH
- 黃寶基先生，MH
- 葉馮玉珍女士，MH
- 詹洪良先生，MH
- 甄韋喬博士，MH
- 潘鴻坤女士，MH
- 蔡沛華先生，MH
- 蔡漢成教授，MH
- 鄧珮頤女士，MH
- 鄭祖瀛先生，MH
- 鄭培凱教授，MH
- 衞雲青先生，MH
- 賴子文先生，MH
- 叢蔣漢先生，MH
- 顏景蓮女士，MH
- 譚姜美珠女士，MH
- Mr. Muthu Veerappan ARUNACHALAM，MH

### 2017年
- 鄭承峰博士，MH
- 趙麗霞教授，MH，JP
- 王威信先生，MH
- 洪錦鉉先生，MH
- 羅少傑先生，MH
- 譚榮勳先生，MH
- 呂　堅先生，MH
- 姚柏良先生，MH
- 袁國強先生，MH
- 張順華先生，MH
- 盧懿杏女士，MH
- 余關翠雯女士，MH
- 孫日孝先生，MH
- 梁育榮先生，MH
- 梁美莉教授，MH
- 黃貴有博士，MH
- 黃耀榮先生，MH
- 方玉嬋女士，MH
- 王文漢先生，MH
- 包　榮先生，MH（Mr. Arthur BOWRING, M.H.）
- 古慧敏女士，MH
- 甘秀雲博士，MH
- 田陸秀娟女士，MH
- 伍杏修先生，MH
- 朱劍丹女士，MH
- 何毅強先生，MH
- 余錦坤先生，MH
- 吳熹安先生，MH
- 吳燕芳女士，MH
- 呂天增先生，MH
- 呂汝漢教授，MH
- 李　進先生，MH
- 汪敦敬先生，MH
- 林國華先生，MH
- 俞　斌先生，MH
- 哈永安先生，MH
- 姚定國先生，MH
- 施家殷先生，MH
- 凌浩雲先生，MH
- 高世章先生，MH
- 區偉文博士，MH
- 康凱麟先生，MH
- 張淑娟女士，MH
- 張雅麗女士，MH
- 梁鉅海先生，MH
- 梁耀霖先生，MH
- 許敬文教授，MH
- 陳永誠先生，MH
- 陳合權先生，MH
- 陳李妮女士，MH
- 陳美潔女士，MH
- 陳振興先生，MH
- 陳清海博士，MH
- 陳詠儀女士，MH
- 陳瑞屏女士，MH
- 陳達湘先生，MH
- 舒何偉珠女士，MH
- 楊文銳先生，MH
- 葉兆輝教授，MH
- 管胡金愛女士，MH
- 羅志遠先生，MH
- 譚嘉因教授，MH
- Mr. Mohamed Ibramsa Sikkander BATCHA，MH

### 2018年
- 林露娟教授，MH，JP
- 楊德華先生，MH，JP
- 羅淑君女士，MH，JP
- 左滙雄先生，MH
- 黃偉傑先生，MH
- 呂東孩先生，MH
- 李碧儀女士，MH
- 吳寶強先生，MH
- 李子榮先生，MH
- 姚嘉俊先生，MH
- 洪連杉先生，MH
- 陳安泰先生，MH
- 黃春平先生，MH
- 蕭浪鳴先生，MH
- 安德尊先生，MH（Mr. Junior ANDERSON, M.H.）
- 周冠華先生，MH
- 梁永義先生，MH
- 陳郁傑教授，MH
- 陳德輝先生，MH
- 黃福根先生，MH
- 溫國雄先生，MH
- 司徒元傑先生，MH
- 方梓勳教授，MH
- 朱殿安先生，MH
- 余大偉先生，MH
- 吳傑莊博士，MH
- 李雪英女士，MH
- 李愛平女士，MH
- 李福康先生，MH
- 李慧冰女士，MH
- 周智蘭女士，MH
- 林日豐先生，MH
- 邱少雄先生，MH
- 施羅孚夫人，MH（Mrs. Purviz Rusy SHROFF, M.H.）
- 洪少陵先生，MH
- 徐玉珊女士，MH
- 徐福燊醫生，MH
- 梁光漢先生，MH
- 梁嘉麗女士，MH
- 郭予宏工程師，MH
- 陳國基醫生，MH
- 陳婉珊女士，MH
- 陳曉津先生，MH
- 陸何錦環女士，MH
- 彭少衍先生，MH
- 雲維熹先生，MH
- 馮　通教授，MH
- 黃永華先生，MH
- 黃健榮先生，MH
- 楊世文先生，MH
- 葉維昌先生，MH
- 趙鳳儀女士，MH
- 潘榮輝先生，MH
- 鄧婉玲女士，MH
- 鄭仲文先生，MH
- 黎來就先生，MH
- 黎振東先生，MH
- 蕭七妹女士，MH
- 羅清平先生，MH
- 蘇平翬醫生，MH

### 2019年
- 釋寬運法師，MH
- 馬錦華先生，MH，JP
- 何立基先生，MH，JP
- 鄭新文教授，MH，JP
- 羅仁禮先生，MH，JP
- 邱戊秀先生，MH
- 劉佩玉女士，MH
- 蘇炤成先生，MH
- 朱立威先生，MH
- 李冠洪先生，MH
- 李詠民先生，MH
- 姚國威先生，MH
- 梁文廣先生，MH
- 梁國鴻先生，MH
- 陸勁光先生，MH
- 黃卓健先生，MH
- 鄭志成先生，MH
- 簡銘東先生，MH
- 尹錦安先生，MH
- 禾獲特先生，MH（Mr. Max John WOODWARD, M.H.）
- 吳少祺先生，MH
- 吳炳坤先生，MH
- 巫雨田先生，MH
- 李卡度先生，MH
- 李純鶴先生，MH
- 林靄嫻女士，MH
- 姚錦成先生，MH
- 高凡迪爾先生，MH（Mr. Michael Richard COVERDALE, M.H.）
- 張伯勳先生，MH
- 張敬樂先生，MH
- 張嘉懿女士，MH
- 梁峻榮先生，MH
- 荷　迪先生，MH（Mr. James Paul HOOD, M.H.）
- 陳美娟女士，MH
- 陳浩鈴女士，MH
- 陳麗群女士，MH
- 雲天壯先生，MH
- 劉少懷醫生，MH
- 歐詠芝女士，MH
- 蘇祐安先生，MH
- 丹馬克先生，MH（Mr. Max Cameron DENMARK, M.H.）
- 史戴爾斯先生，MH（Mr. Hugo Eden STILES, M.H.）
- 何子樂女士，MH
- 吳國群先生，MH
- 吳瑪玲女士，MH
- 呂金房先生，MH
- 呂英英女士，MH
- 李光華先生，MH
- 李忠斯先生，MH（Mr. Lee Ross JONES, M.H.）
- 李南玉博士，MH
- 李清鳳女士，MH
- 李勝幟先生，MH
- 李嘉兒女士，MH
- 李劉麗卿女士，MH
- 李慧冰女士，MH
- 李鋈發先生，MH
- 林伊利女士，MH
- 虎拿當尼先生，MH（Mr. Alessandro NARDONI, M.H.）
- 邱為鈞先生，MH
- 唐大錦先生，MH
- 孫名峯先生，MH
- 孫勵生先生，MH
- 張家豪先生，MH
- 梁兆輝教授，MH
- 梁　敏教授，MH
- 梁頌恩女士，MH
- 梁廣泉先生，MH
- 郭柏雅先生，MH
- 陳正欣博士，MH
- 陳碧文先生，MH
- 陳鄭玉卿醫生，MH
- 陳錦榮先生，MH
- 陳錦福先生，MH
- 彭德忠先生，MH
- 惲福龍先生，MH
- 植順群女士，MH
- 馮卓能先生，MH
- 黃焯添先生，MH
- 楊毅（楊劍華）先生，MH
- 萬三權先生，MH
- 葉長春先生，MH
- 葉陳幔利女士，MH
- 靴貝特先生，MH（Mr. Liam Thomas HERBERT, M.H.）
- 劉昌壽（蔡昌壽）先生，MH
- 劉桂超先生，MH
- 劉國和先生，MH
- 劉婉儀女士，MH
- 歐鎮銘先生，MH
- 鄧寶善教授，MH
- 黎啟穗先生，MH
- 黎萬利先生，MH（Mr. Ben RIMENE, M.H.）
- 蕭妙文先生，MH
- 蕭頴瑩女士，MH
- 鍾福維工程師，MH
- 羅台秦博士，MH
- Ms Lisa CHRISTENSEN，MH

### 2020年
- 符展成先生，MH，JP
- 路沛翹先生，MH，JP
- 孔昭華先生，MH
- 温和達先生，MH
- 葛兆源先生，MH
- 何少平先生，MH
- 余倩雯女士，MH
- 李少榕先生，MH
- 張恒輝先生，MH
- 鄧樹榮先生，MH
- 關祺先生，MH
- 顧家彥先生，MH
- 方仲倫先生，MH
- 王敏珠女士，MH
- 王賢訊先生，MH
- 司徒耀煒博士，MH
- 朱浩賢先生，MH
- 朱麗玲女士，MH
- 余敏先生，MH
- 吳錦青先生，MH
- 李世榮先生，MH
- 李志偉船長，MH
- 李華光先生，MH
- 杜惠儀女士，MH
- 周樹箐先生，MH
- 邱玉麟先生，MH
- 胡健民先生，MH
- 凌志強先生，MH
- 唐賡堯先生，MH
- 孫耀達先生，MH
- 徐海山先生，MH
- 袁家達先生，MH
- 馬澤華先生，MH
- 區偉成先生，MH
- 崔世昌先生，MH
- 張木林先生，MH
- 張益麟先生，MH
- 梁子穎先生，MH
- 梁芳遠女士，MH
- 莊元苳先生，MH
- 莊毅強先生，MH
- 莫靜璇女士，MH
- 陳天明先生，MH
- 陳世光先生，MH
- 陳家偉先生，MH
- 陳國民博士，MH
- 陳敏娟女士，MH
- 陳國偉先生，MH
- 陳景華工程師，MH
- 陳進程先生，MH
- 陳鄧源先生，MH
- 麥錦輝先生，MH
- 彭穎生先生，MH
- 曾詠屏女士，MH
- 馮仕耕先生，MH
- 馮權國先生，MH
- 黃振聲先生，MH
- 黃廣揚先生，MH
- 黃輝成先生，MH
- 楊小玲博士，MH
- 楊健忠先生，MH
- 葉長清先生，MH
- 葛儀文先生，MH
- 劉志成博士，MH
- 劉愛詩女士，MH
- 鄧賀年先生，MH
- 鄧麗華醫生，MH
- 鄭敬凱博士，MH
- 盧忠耀先生，MH
- 盧潤森先生，MH
- 謝俊明先生，MH
- 簡兆祺先生，MH
- 藍義方先生，MH
- 鄺官穩先生，MH
- 魏海鷹先生，MH
- 關秀玲女士，MH
- 龐朝輝醫生，MH
- 蘇炳輝先生，MH

### 2021年
- 戴樂群醫生，MH，JP
- 何鉅業先生，MH，JP
- 容樹恒教授，MH，JP
- 陳繼宇博士，MH，JP
- 陸地博士，MH，JP
- 黃少康先生，MH，JP
- 劉健華博士，MH，JP
- 黃文漢先生，MH
- 符碧珍女士，MH
- 陳耀雄先生，MH
- 鄧家良先生，MH
- 余智榮先生，MH
- 車淑梅女士，MH
- 周松東先生，MH
- 林國明先生，MH
- 林耀文先生，MH
- 張樞宏先生，MH
- 曾自香女士，MH
- 黃火金女士，MH
- 鄒秉恩先生，MH
- 劉珮珊女士，MH
- 劉偉健先生，MH
- 蔡錦光先生，MH
- 鄧卓然先生，MH
- Dr Rizwan ULLAH，MH
- 丁江浩先生，MH
- 丁晨女士，MH
- 伍清華先生，MH
- 何嘉坤女士，MH
- 余世欽工程師，MH
- 吳光銘先生，MH
- 吳國豪工程師，MH
- 李文龍先生，MH
- 李玉佩女士，MH
- 李玉國教授，MH
- 沈之弘醫生，MH
- 冼漢廸先生，MH
- 冼權鋒教授，MH
- 林志挺先生，MH
- 林奕權先生，MH
- 林偉江先生，MH
- 姚銘先生，MH
- 胡永祥教授，MH
- 馬偉雄先生，MH
- 張彤教授，MH
- 張敬川先生，MH
- 梁中寶先生，MH
- 梁國基先生，MH
- 畢堅文先生，MH（Mr Mohamed Din BUTT）
- 連喜慶先生，MH
- 郭岳忠先生，MH
- 郭詩慧女士，MH
- 陳欣耀先生，MH
- 陳家珮女士，MH
- 陳毅宇先生，MH
- 陳錦榮先生，MH
- 陳擷霞女士，MH
- 麥志強博士，MH
- 麥志豪先生，MH
- 麥毓錦先生，MH
- 馮英偉先生，MH
- 馮瑪莉女士，MH
- 黃元弟先生，MH
- 黃平先生，MH
- 黃國恩博士，MH
- 黃德森先生，MH
- 黃醒林先生，MH
- 黃顯榮先生，MH
- 楊宇思博士，MH
- 楊瑞良先生，MH
- 葉文斌先生，MH
- 葉奕成先生，MH
- 雷啟蓮女士，MH
- 劉瑞儀女士，MH
- 劉寶芝女士，MH
- 歐振成先生，MH
- 歐智樂先生，MH（Mr Justin D' AGOSTINO）
- 蔡少峰先生，MH
- 鄧慕蓮博士，MH
- 鄭智賢先生，MH
- 羅婉文女士，MH
- 譚兆成先生，MH
- 蘇栢燦先生，MH

### 2022年
- 陳月明議員，MH
- 盧婉婷女士，MH
- 紀治興博士，MH，JP
- 楊世模博士，MH，JP
- 梁頴宇女士，MH，JP
- 蔡楚清先生，MH，JP
- 鄧淑明博士，MH，JP
- 林德成先生，MH
- 郭芙蓉女士，MH
- 何啟華先生，MH
- 吳超洪先生，MH
- 李皓晴女士，MH
- 祁麗媚女士，MH
- 邱松慶先生，MH
- 金志民先生，MH (Mr QAMAR, Zaman Minhas)
- 徐小龍先生，MH
- 袁蘭芳女士，MH
- 梁志明先生，MH
- 梁志堅女士，MH
- 郭克榮先生，MH
- 陳江華先生，MH
- 陳志光先生，MH
- 陳偉佳博士，MH
- 陳漢明先生，MH
- 曾憲康先生，MH
- 黃君恒先生，MH
- 廖呂麗青女士，MH
- 趙志堅先生，MH
- 劉慧茵女士，MH
- 盧錦欽先生，MH
- 鍾麗金女士，MH
- 簡植航先生，MH
- 卞兆祥教授，MH
- 尹錦滔先生，MH
- 文詩詠女士，MH
- 王子成先生，MH
- 王婷莛女士，MH
- 巫幹輝工程師，MH
- 李玉芝女士，MH
- 李自成博士，MH
- 李卓廣醫生，MH
- 李家良先生，MH
- 李輝女士，MH
- 杜凱琹女士，MH
- 周世耀先生，MH
- 林文燦博士，MH
- 林志明先生，MH
- 林松茵女士，MH
- 胡景豪先生，MH
- 范凱傑先生，MH
- 孫小杰先生，MH
- 袁敏兒女士，MH
- 馬光如女士，MH
- 馬軼超先生，MH
- 張國棟先生，MH
- 梁家輝先生，MH
- 梁鴻德先生，MH
- 莊太量教授，MH
- 許玉漢先生，MH
- 郭彥麗女士，MH
- 陳珊珊女士，MH
- 陳英先生，MH
- 陳修杰工程師，MH
- 陳家樂教授，MH
- 陳栩先生，MH
- 陳浩源先生，MH
- 陳劍虹先生，MH
- 陳穎文女士，MH
- 勞超傑先生，MH
- 彭志宏醫生，MH
- 曾潤財先生，MH
- 馮鈺鋒先生，MH
- 黃吳慧梅女士，MH
- 黃金蓮修女，MH
- 黃楚淇女士，MH
- 黃業坤先生，MH
- 黃德祥醫生，MH
- 楊明悌先生，MH
- 楊翠珍女士，MH
- 楊學明先生，MH
- 葉建明先生，MH
- 葉頌文先生，MH
- 葉錦洪先生，MH
- 詹漢銘先生，MH
- 廖宇軒先生，MH
- 廖凌康先生，MH
- 黎兆光先生，MH
- 劉南銘先生，MH
- 劉柏祺先生，MH
- 劉洋先生，MH
- 劉振鴻先生，MH
- 劉堅偉博士，MH
- 劉楚彬博士，MH
- 劉慕裳女士，MH
- 劉慶揚先生，MH
- 樊敏華先生，MH
- 歐行莊女士，MH
- 潘伯傑先生，MH
- 潘偉瑩女士，MH
- 蔡少偉博士，MH
- 鄭淑嫻教授，MH
- 龍振邦醫生，MH
- 蕭麗娟女士，MH
- 薛博然先生，MH
- 謝裕章先生，MH
- 鍾子權先生，MH
- 鍾棋偉先生，MH
- 簡兆麟先生，MH
- 羅啟邦先生，MH
- 譚國榮先生，MH
- 龐維仁先生，MH
- 蘇慧音女士，MH
- Mr Richard William BISHOP，MH
- Mr Gregory Andre Maurice KOENIG，MH
- Mr William Nicholas THOMAS，MH

### 2023年
- 巴鎮洲先生，MH
- 方俊文先生，MH
- 王淑雯(王淑筠)女士，MH
- 丘燿誠先生，MH
- 伍海山先生，MH
- 伍凱誠先生，MH
- 朱德榮先生，MH
- 何永昌先生，MH
- 余皓媛女士，MH
- 吳大琪教授，MH
- 吳偉星先生，MH
- 吳淑芳女士，MH
- 吳奮金先生，MH
- 巫家雄先生，MH
- 李子良醫生，MH
- 李健先生，MH
- 李廣宇先生，MH
- 李樹芬先生，MH
- 杜楚茵女士，MH
- 沈朝生先生，MH
- 林心亷先生，MH
- 林健榮先生，MH
- 林群女士，MH
- 林漢明教授，MH
- 林福泉先生，MH
- 林潔貽女士，MH，JP
- 金鈴女士，MH
- 姚欣光先生，MH
- 柯孫培先生，MH
- 計艷莉女士，MH
- 孫淑貞女士，MH
- 祝慶台先生，MH
- 馬光祖先生，MH
- 馬夏邐女士，MH (Ms Shalini MAHTANI)
- 張琪騰先生，MH
- 張耀堂先生，MH
- 梁紀昌先生，MH
- 梁嘉銘女士，MH
- 梅李玉霞女士，MH
- 許振隆先生，MH
- 連浩民先生，MH
- 郭晉昇先生，MH
- 陳文偉先生，MH
- 陳永堅先生，MH
- 陳志榮先生，MH
- 陳佩添先生，MH
- 陳泓斌先生，MH
- 陳金洪先生，MH
- 陳敬偉先生，MH
- 陳燦標博士，MH
- 陳耀光先生，MH
- 麥培東先生，MH
- 彭錦榮先生，MH
- 程志紅女士，MH，JP
- 黃少玉女士，MH
- 黃成益博士，MH
- 黃志揚先生，MH
- 黃建新先生，MH
- 黃影影女士，MH
- 黃慧敏女士，MH
- 楊子橋醫生，MH
- 楊立君先生，MH
- 楊悰傑博士，MH
- 楊雲濤先生，MH
- 葉恭正博士，MH
- 葉滿棠先生，MH
- 葉慶寧先生，MH
- 雷雄德博士，MH
- 廖玲玲女士，MH
- 廖錦興博士，MH
- 熊運信先生，MH
- 蔡廣仕先生，MH
- 劉四妹女士，MH
- 劉仲恒醫生，MH
- 劉偉光先生，MH
- 劉詩韻女士，MH，JP
- 劉錦麟博士，MH
- 潘偉賢先生，MH
- 潘景和先生，MH
- 潘樂祺先生，MH
- 蔣瑞福女士，MH
- 鄧志強先生，MH
- 鄭威先生，MH
- 鄭慧賢博士，MH
- 鄭穩偉先生，MH
- 賴永春先生，MH
- 謝俊文先生，MH
- 鍾國輝教授，MH
- 鍾婧薇女士，MH
- 嚴志明教授，MH，JP

### 2024年
- 李正儀博士，MH，JP
- 陳永康博士工程師，MH，JP
- 黃梓謙先生，MH，JP
- 謝愛紅女士，MH
- 羅曉楓先生，MH
- 丁健華先生，MH
- 何華漢先生，MH
- 梁進先生，MH
- 陳繼偉先生，MH
- 黃秋萍女士，MH
- 劉啟康先生，MH
- 潘孝汶先生，MH
- 伍燕梅女士，MH
- 朱偉明先生，MH
- 吳麗鳳女士，MH
- 林建群醫生，MH
- 侯福達先生，MH
- 區佩兒女士，MH
- 張欽龍先生，MH
- 郭文坤先生，MH
- 麥堅力先生，MH（Mr Alexander Robert McQUEEN）
- 曾耀棠先生，MH
- 黃冰芬女士，MH
- 黃根仔先生，MH
- 楊倩玉女士，MH
- 葉平南先生，MH
- 蔡世鴻先生，MH
- 賴榮春先生，MH
- 孔永業先生，MH
- 王如躍博士，MH
- 王瑋駿先生，MH
- 王槐裕先生，MH
- 江旻憓女士，MH
- 何元鳳女士，MH
- 吳慧君女士，MH
- 吳騰先生，MH
- 李子健醫生，MH
- 李志康博士工程師，MH
- 李承哲先生，MH
- 李淑芬女士，MH
- 李聖根先生，MH
- 李銘銳先生，MH
- 冼石韞玉女士，MH
- 周卓然先生，MH
- 招偉立先生，MH
- 林新棟先生，MH
- 林慧虹女士，MH
- 邱婕兒女士，MH
- 施純森先生，MH
- 胡池先生，MH
- 韋兆新先生，MH（Mr Russell Elliot WEBB）
- 凌偉漢先生，MH
- 孫蔡吐媚女士，MH
- 崔宇恒先生，MH
- 張玉其先生，MH
- 張智彥先生，MH
- 梁路得女士，MH
- 梁嘉輝先生，MH
- 符茜女士，MH
- 許漢卿女士，MH
- 許龍一先生，MH
- 連少冬女士，MH
- 郭興坤先生，MH
- 陳宇澤先生，MH
- 陳狄安先生，MH
- 陳東山先生，MH
- 陳芳盈女士，MH
- 陳炳泉教授，MH
- 陳英凝教授，MH
- 陳首銘博士，MH
- 陳振宇教授，MH
- 陳國基先生，MH
- 陳落齊先生，MH
- 陳曉鋒博士，MH
- 麥勁生教授，MH
- 賀頤盛先生，MH（Mr Liam Martin DOHERTY)
- 黃光耀先生，MH
- 黃志強先生，MH
- 黃廸華女士，MH
- 黃碧如女士，MH
- 楊榮輝先生，MH
- 楊慧君女士，MH
- 詹漢欽先生，MH
- 廖嘉倫女士，MH
- 蒙美玲女士，MH
- 趙應春教授，MH
- 蔡紀駿先生 ，MH（Mr James Murray CHRISTIE）
- 蔡懿德女士，MH
- 劉文杰先生，MH
- 劉娟女士，MH
- 劉德平先生，MH
- 盧麗華博士，MH
- 錢漢輝先生，MH
- 鮑拿先生，MH（Mr Wilhelm BRAUNER）
- 戴凱倫女士，MH
- 謝偉鴻博士，MH
- 謝景霞女士，MH
- 謝曉東博士，MH
- 鍾育升先生，MH
- 鍾郝儀女士，MH
- 羅家聰先生，MH
- 譚少聰先生，MH
- 譚金蓮女士，MH
- 蘇潔瑩醫生，MH
- 釋衍空法師，MH

### 2025年
香港2025年度授勳及嘉獎名單